# Michel Popoff
Pour les articles homonymes, voir Popoff.
Michel Popoff, né le 27 juillet 1942 à Cholet (Maine-et-Loire), est un bibliothécaire et historien français, spécialiste de l’héraldique.

## Biographie
Ancien président de l’Académie internationale d’héraldique (AIH).
Michel Popoff a été conservateur en chef au Cabinet des Médailles de la Bibliothèque nationale de France (BNF).
Il est auteur de travaux de référence et d'éditions de documents sur l'histoire de l'héraldique.
Il est également auteur d'une étude des biographies ou prosopographie, en particulier Prosopographie des gens du Parlement de Paris (1266-1753) en deux volumes (1996).

## Publications

### Ouvrages
- Pierre Corre, Corpus de jetons armoriés de personnages français, Paris, Éditions du Matin calme, 1980 (préface de Michel Pastoureau et index armorum par Michel Popoff)
- Artois et Picardie : Beauvaisis, Boulonnais, Corbiois, Ponthieu, Vermandois, Paris, Le Léopard d'or, 1981 (préface de Michel Pastoureau et illustrations de Françoise Granges)
- Armorial des rois de l'Épinette de Lille. 1283-1486, publié par Michel Popoff, Paris, Le Léopard d'or, 1984
- Louis Bouly de Lesdain, Études héraldiques, Paris, Le Léopard d'or, 1983 (préface de Michel Pastoureau, index par Michel Popoff)
- René de Belleval, Les Sceaux du Ponthieu, Paris, Le Léopard d'or, 1984 (nouvelle édition avec index des armoiries, des cimiers et des noms par Michel Popoff)
- Normandie : répertoire par meubles d'armoiries médiévales, Paris, Le Léopard d'or, 1985
- Les Armoiries non nobles en Europe : XIIIe-XVIIIe s., IIIe Colloque international d'héraldique, Montmorency, 19-23 septembre 1983, Paris, Le Léopard d'or, 1984 (édité avec Hervé Pinoteau et Michel Pastoureau)
- Le Rôle d'armes de Zurich, publié par Michel Popoff, Paris, Le Léopard d'or, 1986 (Édition française abrégée)
- L'Armorial Lalaing : d'après le manuscrit conservé à la B.N sous la cote FR. 24049 (fol. 71 v°-80), Paris, Le Léopard d'or, 1989
- L'Héraldique espagnole et catalane à la fin du Moyen âge : d'après les sources armoriales manuscrites conservées à la Bibliothèque nationale de Paris, Paris, Le Léopard d'or, 1989
- Répertoires d'héraldique italienne
  - 1, Florence, 1302-1700, Paris, Références cf, 1991
  - 2, Toscane, hors Florence : Arezzo, Borgo San Sepolcro, Fiesole..., Paris, Le Léopard d'or, 2009
  - 3, Royaume de Naples, Paris, Le Léopard d'or, 2010
  - 4, Venise, Paris, Le Léopard d'or, 2010
- Michel Popoff et préface d'Hervé Pinoteau, Armorial de l’Ordre du Saint-Esprit : d'après l'œuvre du père Anselme et ses continuateurs, Paris, Le Léopard d'or, 1996, 204 p. (ISBN 2-86377-140-X) ;
- Note pour servir à un armorial du Calaisis et de l'Ardrésis suivi de Armorial de Dunkerque avant 1791, Boulogne-Billancourt, les Sources généalogiques et historiques des provinces du Nord, 1996 (avec Lucien-A. Bouly de Lesdain)
- Prosopographie des gens du Parlement de Paris : 1266-1753 : d'après les ms. Fr. 7553, 7554, 7555, 7555 bis conservés au Cabinet des manuscrits de la Bibliothèque nationale de France, publié par Michel Popoff, Saint-Nazaire-le-Désert, Références, 1996 (nouvelle édition revue et corrigée : Paris, Le Léopard d'or, 2003)
- Armorial du Dénombrement de la comté de Clermont en Beauvaisis. 1373-1376 : BnF ms. Fr. 20082, publié par Michel Popoff, Paris, Le Léopard d'or, 1998
- Les billets de confiance et les billets de caisse patriotique émis à Laon en 1791 et 1792, Société française de numismatique, publié par Michel Popoff, Paris, Société française de numismatique, 1998
- Jean-François-Louis d'Hozier, Recueil historique des chevaliers de l'Ordre de Saint-Michel, publié par Michel Popoff, Paris, Le Léopard d'or, 1998-2003 (préface du T.1 par Hervé Pinoteau)
- L'aigle sur les monnaies et les médailles : de l'Antiquité à nos jours (exposition, Paris, Cabinet des médailles de la Bibliothèque nationale de France, 3 novembre-3 avril 2000), Paris, Bibliothèque nationale de France, 1999 (avec Sylvie de Turkheim-Pey, François Thierry, Paul-André Besombes et Michel Dhénin)
- Philippe Lamarque, L'héraldique napoléonienne, Saint-Jorioz, Éd. du Gui, 1999 (préface par le Prof. Michel Pastoureau, index armorum par Michel Popoff (2 volumes)
- Notes pour un armorial de Flandre, Hainaut et Cambrésis : jusqu'en 1550, avec citation des sources, Boulogne-Billancourt, les Sources généalogiques et historiques des provinces du Nord, 1999 (avec Lucien-A. Bouly de Lesdain)
- Tables héraldiques des cours souveraines et de l'échevinage de Paris : Parlement, Chambre des comptes, Cour des aides, Cour des monnaies, armorial de la ville de Paris. XIIIe-XVIIIe, Paris, Le Léopard d'or, 1999
- Théodore Veyrin-Forrer, Précis d'héraldique, Paris, Larousse, 2000 (nouvelle édition revue et mise à jour par Michel Popoff)
- Armorial de la Flandre wallonne dit de la Marche de Lille, 1543-1544 : châtellenies de Lille, Douai, Orchies, publié par François Boniface, Wattignies, Sources généalogiques et historiques des provinces du Nord, 2001 (préface de Michel Popoff)
- Grand armorial équestre de la Toison d'or, publié par Michel Pastoureau et Michel Popoff, Saint-Jorioz, Éditions du Gui, 2001
- Histoire métallique de la Maison de Savoie : célébration d'un lignage et ascension d'une dynastie : exposition, Paris, Bibliothèque nationale de France, Département des monnaies, médailles et antiques, 5 novembre 2001-28 avril 2002, Paris, Bibliothèque nationale de France, 2001
- Monnaies d'or et jetons blésois du Musée des beaux-arts et d'archéologie, château de Blois : catalogue publié à l'occasion des Journées numismatiques, Blois, 1er et 2 juin 2002, par la Société française de numismatique, Paris, Société française de numismatique, 2002 (avec Michel Dhénin et Maurice Vallas)
- Bibliographie héraldique internationale sélective, Paris, Le Léopard d'or, 2003
- L'€uro, deux ans déjà !!! : exposition, 21 septembre 2003-12 avril 2004 organisée par la Bibliothèque nationale de France, Département des monnaies, médailles et antiques, Paris, Bibliothèque nationale de France, 2003
- L'armorial Bellenville, publié par Michel Pastoureau et Michel Popoff avec la collaboration de Christophe Vellet, Lathuile, Éditions du Gui, 2004
- Théodore Veyrin-Forrer, Précis d'héraldique, édition revue et mise à jour par Michel Popoff, Paris, Larousse, 2004
- Pierre-Paul Dubuisson, Armorial Dubuisson : armorial des principales maisons et familles du Royaume, de Paris et de l' Île de France, Milan, Orsini De Marzo, 2007 (préface de Michel Popoff)
- Armorial des vingt-trois chapitres de l'ordre de la Toison d'or : Lille, 1431-Gand, 1559, d'après le fac-similé édité par Joseph-Emmanuel Van Driesten en 1905, publié par Michel Popoff, Paris, P. Du Puy, 2008
- Armorial des XXXI rois de Tournai : d'après le manuscrit conservé à la Bibliothèque royale de Bruxelles sous la cote ms. 7383, publié par Michel Popoff & Évelyne Van den Neste, Paris, Le Léopard d'or, 2008
- Philippe Lamarque (Index armorum : Michel Popoff ; iconographie héraldique : Grzegorz Jakubowski-Barthel de Weydenthal), Armorial du Premier Empire, Lathuile, Éditions du Gui, 2008,  (ISBN 978-2-9517-4177-5).
- Armorial Grünenberg, édition critique du fac-similé de l'armorial de Conrad Grünenberg (1483), publié par Michel Popoff, présenté par Michel Pastoureau, Milan, Orsini de Marzo, 2011
- Hervé Pinoteau, Patrick Van Kerrebrouck et alii, Clefs pour une somme : comportant l'index et la bibliographie de "La symbolique royale française" et du "Chaos français et ses signes", ainsi que des additions et corrections, La Roche-Rigault, PSR éd., 2011 (avec la collaboration de Michel Popoff et de Jean de Vaulchier)
- Armorial de Gelre, Bibliothèque royale de Belgique, Ms 15652-15656, publié par Michel Popoff, présenté par Michel Pastoureau, Paris, Le Léopard d'or, 2012
- Stemmario Orsini de Marzo del Regno di Napoli, a cura di Niccolo' Orsini de Marzo, Milan, Orsini de Marzo, 2014 (blasonnements et index armorum par Michel Popoff)
- Bruno Jousselin, Grand armorial du Perche : dictionnaire historique, généalogique et héraldique du Perche, Cressé, Éditions des Régionalismes, 2015 (Tome 1, A à E)
- Le rôle d'armes de Zurich, publié par Michel Popoff, présentée par Michel Pastoureau, Paris, Le Léopard d'or, 2015
- Un armorial des papes et des cardinaux, ca.1200-1559..., Bayerische Staatsbibliothek, BSB, codices monacenses iconogr. 266 & 267, publié par Michel Popoff, Paris, Le Léopard d'or, 2016
- [Exposition. Corte, Musée de la Corse. 2018/2019]. E figure di a Corsica : symboles, emblèmes et allégories : [exposition, Corte, Musée de la Corse, 1er août 2018-30 mars 2019] / [réalisée par la] Cullettivita di Corsica ; [sous la direction de Michel Popoff et de Marie-Eugénie Poli-Mordiconi]. Ajaccio : Albiana ; Corte : Museu di a Corsica Jean-Charles Colonna, 2018. 1 vol. (257 p.) : ill. en coul. ; 32 cm. (Contient des textes traduits du corse. - Notes bibliogr.)
- Popoff, Michel, (Éd.). L'armorial Le Blancq : un armorial européen de la fin du Moyen âge : BnF ms fr. 5232 / publié par Michel Popoff,... Paris : Éditions du Léopard d'or, 2018. 1 vol. (433 p.) : ill. ; 25 cm. (Documents d'héraldique médiévale ; 11).
- Popoff, Michel, (Éd.). Stemmelen, Daniel, (Éd.). Scheibler'sches Wappenbuch : d'après le manuscrit conservé par la Bibliothèque d'État de Bavière à Munich sous la cote Cod.icon.312c / édition française établie par Daniel Stemmelen ; avec la collaboration de Michel Popoff,... Publication : Paris : Éditions du Léopard d'or, 2018. 1 vol. (189 p.) ; 25 cm. (Documents d'héraldique médiévale ; 13). Bibliogr. p. 183-189. Index
- Popoff, Michel. D'argent à la tête de Maure de sable, tortillée du champ. Ajaccio : Albiana ; Corte : Museu di a Corsica Jean-Charles Colonna, 2018. 1 vol. (pp. 55-67) : ill. ; 32 cm. (Extrait de "E Figure di a Corsica : symboles, emblèmes et allégories" / Museu di a Corsica Jean-Charles Colonna, 2018. - Notes bibliogr.)
- Popoff, Michel. Les monnaies corses et quelques autres documents. Ajaccio : Albiana ; Corte : Museu di a Corsica Jean-Charles Colonna, 2018. 1 vol. (f. [89]-99) : ill. en coul. ; 32 cm. (Extr. de : "E figure di a Corsica. Symboles, emblèmes et allégories". - Notes bibliogr.
- Popoff, Michel. Officiers suisses au service des rois de France décorés de l'Ordre de Saint-Michel : 1554-1665. Fribourg : Société suisse héraldique, 2019. 1 vol. (123-131 p.) : ill. en coul. ; 27 cm. (Tiré à part de : Archives héraldiques suisses, 2019).
- Popoff, Michel, (Éd.). Parliamentary roll : d'après le manuscrit de Londres, British library, Cotton Ms Caligula A, XVIII (f° 3-21v°) / publié par Michel Popoff,... ; présenté par Michel Pastoureau,... Paris : le Léopard d'or, 2020. 1 vol. (320 p.) : ill. ; 25 cm. (Documents d'héraldique médiévale ; 14). Bibliogr. p. 249-251. Index
- Popoff, Michel. Répertoires d'héraldique italienne. 5, Rome : Répertoire héraldique (XVe – XXIe siècle) des familles romaines, des familles agrégées et habituées, des sénateurs de Rome, des cardinaux romains et non romains mais avec résidence romaine ; avec une postface de Natalia Agapiou. Paris : le Léopard d'or, 2020. 1 vol. (652 p.) : ill. en coul. ; 25 cm. Bibliogr. p. 591-592. Index
- Popoff, Michel. Une bulle inédite en plomb : au type équestre de la maison des Bernard d'Anduze, essai d'attribution. Chagny : Édition du Centre de castellologie de Bourgogne, 2021. [232]-245 : ill. ; 30 cm. (Extr. de : "Le château du Cheylard, commune d'Aujac, Gard, "sentinelle des Cévennes", [2021]. - Notes bibliogr.)
- Popoff, Michel. L'Héraldique au royaume de Murcie. Madrid : Real academia matritense de heraldica y genealogia, 2021. 1 vol. (59 p.) : ill. ; 30 cm. (Textes en français, en espagnol, en anglais. - Extrait de "Anales de la Real Academia matritense de heraldica y genealogia", vol. XXIV, 2021)
- Popoff, Michel. Les Armoiries ecclésiastiques dans la chronique du Concile de Constance d'Ulrich Richenal : d'après l'édition d'Augsburg : A. Sorg, 1483. [Fribourg] : Société Suisse d'Héraldique, 2022. 1 vol. (pp. 109-134, 34 p.) : ill. ; 27 cm. (Tiré à part de : Archivum heraldicum  (ISSN 1423-050X) , 136 (2022-2023) - Textes en français, en allemand, en italien.
- Popoff, Michel, (Éd.). Origines des anciennes familles de Paris : recueil anonyme du XVIIIe siècle. Paris : le Léopard d'or, 2023. 288 p. ; 24 cm.
- Popoff, Michel. Armorial des cardinaux de l’église catholique romaine (1200-2020) / publié par Michel Popoff ; préface d’Édouard Bouyé. Paris : le Léopard d'or, 2024. 751 p. : ill. ; 30 cm. (Sous presse)
- Popoff, Michel. Éléments d’héraldique espagnole à l’usage des conservateurs de bibliothèques, d’archives et de musées, des collectionneurs, des bibliophiles et des curieux : documents réunis, présentés et publiés par M. Popoff. Paris : le Léopard d'or, 2024. 555 p. : ill. ; 30 cm. (Sous presse)

### Articles
- Essai d'archéologie héraldique médiévale : l'abbaye d'Ourscamp, in Revue française d'héraldique et de sigillographie, no 49, 1979, pp. 11–22
- Armoiries non-nobles dans le comté de Clermont-en-Beauvaisis à la fin du XIVe siècle, in Revue française d'héraldique et de sigillographie, 1980, no 50, pp. 7–22
- L’armorial Le Breton, B.N. Baluze, 59, in Revue française d'héraldique et de sigillographie, 1981-1983, no 51-53, pp. 8–31
- La Partie picarde de l'"Armorial Navarre", in Cahiers d'héraldique, no 4, 1983, pp. 49–83
- L'Armorial du châtelain d'Arras (Paris, Bibliothèque nationale, ms. fr. 23078), in Revue française d'héraldique et de sigillographie, 1984-1989, no 54-59, pp. 203–237
- Les Signes du pouvoir dans les armoiries des officiers domaniaux dans le comté de Clermont-en-Beauvaisis à la fin du XIVe siècle, pp. 63–78 (extrait de : Actes du 105e Congrès national des Sociétés savantes, Caen, 1980, Paris, Bibliothèque nationale, 1984)
- Les Sources de l'héraldique occidentale (la France exceptée) à la Bibliothèque nationale de Paris, 1985, pp. 157-173 (extrait de : Sources de l'héraldique en Europe occidentale : actes du 4e Colloque international d'héraldique, 6-10 mai 1985, Bruxelles, Académie internationale d'héraldique, 1985)
- Le "Capo dello scudo" dans l'héraldique florentine : XIIIe – XVIe siècles, 1987, pp. 251–255 (extrait de : Brisures, augmentations et changements d'armoiries : actes du 5e colloque international d'héraldique, Spolète, 12-16 octobre 1987, Bruxelles, Académie internationale d'héraldique, 1988)
- "Ainsi que faire se doit" : les obsèques de Jacques II de Luxembourg, seigneur de Fiennes, in Histoire et généalogie, no 26, 1989, pp. 5–18
- Inventario ragionato degli armoriali manoscritti italiani conservati alla Bibliothèque Nationale de Paris, 1989, pp. 44-64 (extrait de : L'Araldica. Fonti e metodi, Firenze, Ed. La Mandragora, 1989)
- Une Consultation héraldique à la fin du Moyen Age, in Histoire et généalogie, no 27, 1990, pp. 23–26
- Un Traité d'héraldique de la fin du XVe siècle, in Histoire et généalogie, no 29, 1990, pp. 43–52
- Une famille génoise émigrée à Lyon : les Pianelli : XVIe – XVIIIe siècles : héraldique et généalogie, 1996, pp. 447-460 (extrait de : Genealogica et heraldica, Ottawa, Presses de l'université d'Ottawa, 1996
- Un armorial de la Cour des monnoyes : 1641-1787, in Revue numismatique, 1997, 152e vol., pp. 291–332
- Les gens de la Cour des Monnaies : listes, notices et armoiries, documents publiés par Michel Popoff, in Cahiers numismatiques, 36e année, no 140, juin 1999
- L'héraldique bretonne et l'héraldique galloise : étude d'héraldique comparée, 1999, pp. 242–252 (extrait de : XVe Congrès national de généalogie, Brest, 14-16 mai 1999, Paris, Fédération française de généalogie, 2000)
- Un armorial allemand ayant appartenu à Roger de Gaignières (BnF ms. fr 24049 - f°47-65v°), pp. 59-94, pp. 109-133, pp. 163-176, pp. 177-188, pp. 3-26 (extrait de : Archives héraldiques suisse, Fribourg, Société suisse d'héraldique, 2005 (5 vol.))
- Armorial de Styrie et de Carinthie (BnF ms Allemand 399), pp. 171-214, pp. 35-70, pp. 123-175, pp. 76-109, pp. 52-76, (extrait de : Archives héraldiques suisse, Fribourg : Société suisse d'héraldique, 2007-2012)
- Le rhinocéros dans l'héraldique, pp. 353-386 (extrait de : Anagnorismos : studi in onore di Hermann Walter per i 75 anni, Bruxelles, Maison d'Érasme, 2009)
- Le "trésor" du vivier de l'abbaye de Gellone, Saint-Guilhem-le-Désert, Hérault, pp. 311-319, in Etudes Héraultaises, 2010 (avec Jean-Claude Richard)
- Jousselin, Bruno. Grand armorial du Perche : dictionnaire historique, généalogique et héraldique du Perche. Tome 1, [A-B-C-D-E] / préface de Michel Popoff. Cressé : Éditions des Régionalismes, 2015. 1 vol. (473 p.) : ill. en coul. ; 25 cm. (Radics ; 146). Bibliogr., p. 15-124.
- Jousselin, Bruno. Grand armorial du Perche : dictionnaire historique, généalogique et héraldique du Perche. Tome 2, [F-G-H-I-J-K-L] / préface de Michel Popoff. Cressé : Éditions des Régionalismes, 2018. 1 vol. (533 p.) : ill. en coul. ; 25 cm. (Radics ; 176). Bibliogr., p. 7-16.
- La Perrière, Patrice de. Rossini, Stéphane. Le blason : langage de l'héraldique / Patrice de La Perrière & Stéphane Rossini ; avec la collaboration héraldique de Michel Popoff ; préface de Michel Pastoureau. Paris : Éd. Dervy, cop. 2018. 1 vol. (223 p.) : ill. en coul. ; 26 cm. (Bibliogr. p. 219)
- [Mélanges. Pinoteau, Hervé]. Études sur le cérémonial et les insignes de l'Ordre du Saint-Esprit : suivies de L'office du Saint-Esprit traduit en français à l'usage des chevaliers : en hommage à Hervé Pinoteau / publiées par Michel Popoff & Patrick Spilliaert ; avec une préface de Patrice de La Perrière ; & postface de Michel Pastoureau. Paris : le Léopard d'or, 2020. 1 vol. (108 p.) : ill. ; 22 cm. (Office du Saint-Esprit trad. du latin par M. Caminade de Castres (ca 1814). - Bibliogr. d'Hervé Pinoteau p. 101-106).
- Hozier, Jean-François-Louis d'. Recueil historique des chevaliers de l'ordre de Saint-Michel. Volume IV, 1574-1589 / rédigé par Jean François Louis d'Hozier ; publié par Michel Popoff. Paris : le Léopard d'or, 2023. 268 p. ; 30 cm
- Hozier, Jean-François-Louis d'. Recueil historique des chevaliers de l'ordre de Saint-Michel. Volume V, 1589-1610 / rédigé par Jean François Louis d'Hozier ; publié par Michel Popoff. Paris : le Léopard d'or, 2023. 227 p. ; 30 cm
- Hozier, Jean-François-Louis d'. Recueil historique des chevaliers de l'ordre de Saint-Michel. Volume VI, 1610-11665 / rédigé par Jean François Louis d'Hozier ; publié par Michel Popoff. Paris : le Léopard d'or, 2023. 364 p. ; 30 cm

## Distinctions
- Officier de l'ordre des Arts et des Lettres